# Stazione di Budapest Est
La stazione di Budapest Est (in ungherese: Budapest Keleti pályaudvar, spesso abbreviata in Keleti pu., letteralmente stazione orientale) è una stazione ferroviaria di Budapest, capitale dell'Ungheria.

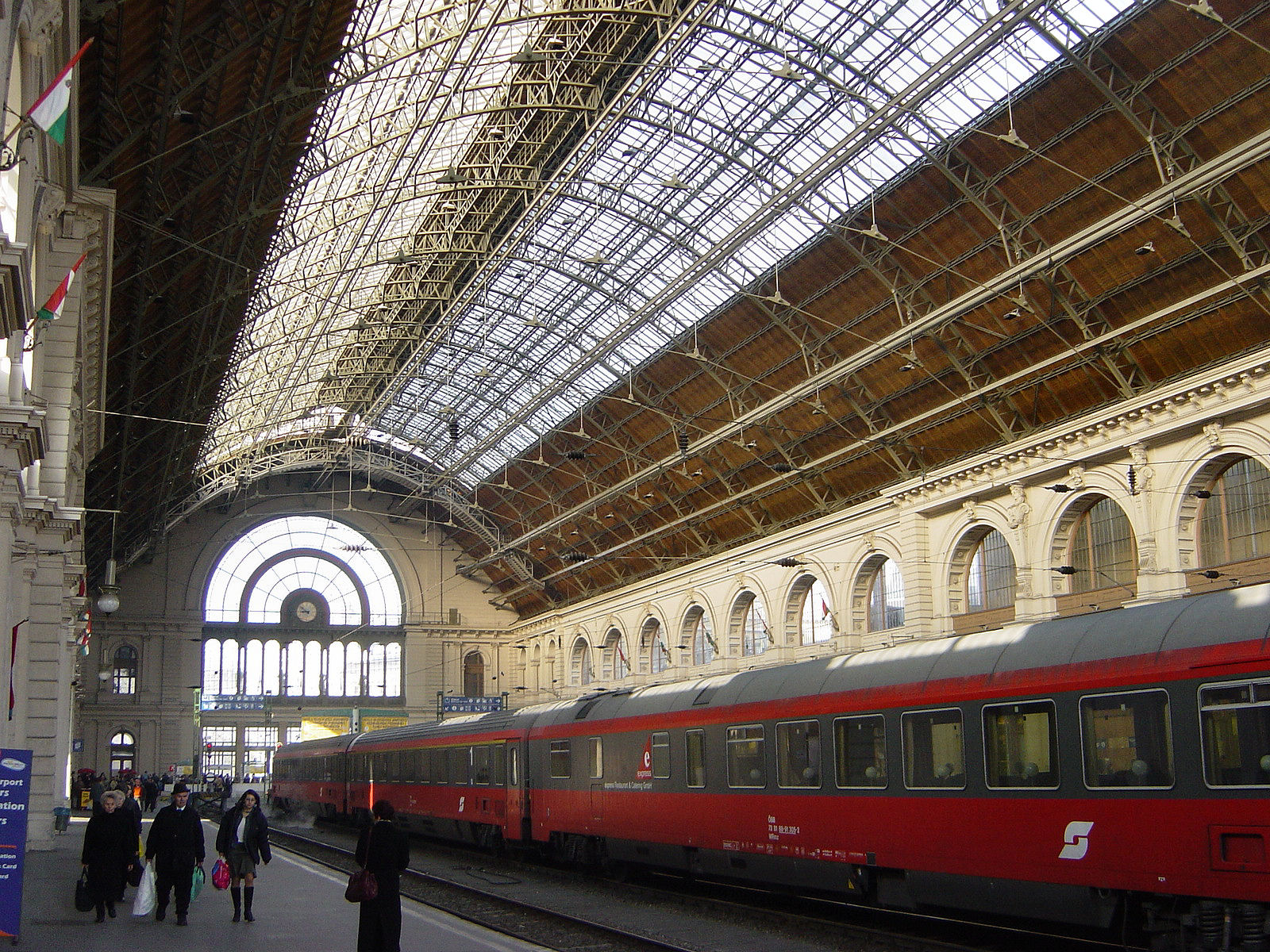
L'interno

Fra le tre stazioni principali presenti nella capitale ungherese, la stazione di Budapest Keleti è la più importante: le altre due sono Nyugati pályaudvar (Budapest Ovest) e Déli pályaudvar (Budapest  Sud). Fermano in questa stazione i treni internazionali, in particolare quelli diretti verso Vienna e Belgrado.

La stazione Keleti è situata a Pest (parte della città sulla sponda orientale del Danubio), all'interno dell'ottavo distretto di Józsefváros.
I lavori per la sua costruzione, progettata in stile neorinascimentale dagli architetti Gyula Rochlitz e János Feketeházy, sono durati dall'anno 1881 al 1884. All'epoca si trattava di una delle stazioni ferroviarie più moderne d'Europa.
In prossimità dell'entrata principale sono presenti due statue raffiguranti gli inventori del motore a vapore e della locomotiva a vapore, ovvero James Watt e George Stephenson.
Oltre alle varie linee di tram e autobus, vi è un'interconnessione diretta con l'omonima stazione della metropolitana di Budapest situata sulla linea M2 e dal 2014 anche la M4.